# Hystrichopsylla stenosterna
Hystrichopsylla stenosterna är en loppart som beskrevs av Liu Chiying, Wu Houyoung et Chang Fengbo 1974. Hystrichopsylla stenosterna ingår i släktet Hystrichopsylla och familjen mullvadsloppor. Inga underarter finns listade i Catalogue of Life.